# Blood Drive (Fernsehserie)
Blood Drive ist eine US-amerikanische Action-Fernsehserie mit Elementen aus den Genres Horror und Grindhouse. Sie wurde von Strong & Dobbs Productions sowie Universal Cable Productions produziert und in und um Kapstadt, Südafrika gedreht. Die Erstausstrahlung fand vom 14. Juni bis zum 6. September 2017 auf dem US-amerikanischen Kabelsender Syfy sowie in Kanada bei Space statt. Wegen zu schlechter Quoten gab der Sender keine weitere Staffel in Auftrag. Die deutsche Erstausstrahlung fand am 7. Februar 2018 auf Syfy (u. a. über Sky Deutschland) statt.

## Handlung
Die Serie spielt in einer fiktiven „Zukunft“ in den Vereinigten Staaten des Jahres 1999. Ein durch Fracking verursachter Riss teilt das Land buchstäblich durch eine Schlucht, die parallel zum Mississippi River verläuft. Durch den Rohstoffmangel wird Trinkwasser rationiert und ist nur noch über Abfüllstationen, die Geldautomaten gleichen, gegen Bezahlung erhältlich. Auch die Benzinpreise sind in die Höhe geschossen, was einen Spitzenwert von 2.000 $ für eine Gallone (etwa 3,79 Liter) verursacht.
In Los Angeles verdingt sich der von seinen Kollegen und Vorgesetzten wegen seiner Gutmütigkeit nur „Saint Arthur“ genannte Arthur Bailey als Beamter der Contra Crime genannten städtischen Polizei. Nachdem er zusammen mit seinem Partner Christopher Carpenter einen Mann festnehmen will, der mithilfe einer gefälschten Kreditkarte Wasser stehlen wollte, fallen den beiden seltsame Einstiche am Arm des Delinquenten auf. Da Drogen wie Heroin bereits längere Zeit nicht mehr erhältlich sind, soll der Ursprung dieser Narben ergründet werden. Im Tausch gegen das erbeutete Wasser und seine Freiheit verrät der Dieb, dass die Polizisten in einem bestimmten Lagerhaus im Industriegebiet Antworten finden würden. Dort meldet sich die junge Grace d’Argento gerade mit ihrem Chevrolet Camaro der ersten Generation für ein Rennen der besonderen Art an. Zusammen mit illustren Gestalten wie Clown Dick, Caligula oder dem Gentleman will sie an einem mehrtägigen Wettbewerb von LA nach Phoenix, Arizona teilnehmen, um mithilfe des Preisgeldes von 10.000.000 $ ihre Schwester Karma aus der psychiatrischen Anstalt von Kane Hill auszulösen. Die beiden Polizisten werden indes während ihrer Observation entdeckt und während Christopher noch einmal davon kommt, wird Arthur gezwungen, als Partner von Grace ebenfalls am Rennen teilzunehmen; dabei gibt es gleich mehrere Besonderheiten. Zum einen sind die jeweiligen Teampartner mittels injizierter Elektroden aneinander gebunden. Entfernt sich einer der beiden zu weit vom anderen oder weichen beide von der geplanten Route ab, erhält der schräge Rennleiter Julian Slink ein Signal und kann fortan mithilfe einer Fernsteuerung beide Fahrer mittels individuell getakteter Stromstöße in die Knie zwingen und zur Raison bringen. Ferner wird das Team, welches zuletzt am Ende einer Etappe über die Ziellinie fährt, per Sprengvorrichtung im Nacken liquidiert. Zudem sind alle teilnehmenden Fahrzeuge mit einem speziellen Motor ausgestattet, der statt mit herkömmlichem Treibstoff mit menschlichem Blut betrieben wird. So gilt es, bei Treibstoffknappheit auf der Wüstenstrecke geeignete Spender in Form von Cheerleadern auf Urlaubsfahrt oder eines Pärchens in den Flitterwochen in den Schlund des Motorblocks zu werfen.
Im Verlauf der Tour bekommen es die Teilnehmer unter anderem mit blutrünstigen Kannibalen, von Additiven abhängigen Mutanten oder einer wehrhaften Gruppe von Büroangestellten zu tun. Währenddessen wird Christopher immer tiefer in den Schlund der scheinbar allgegenwärtigen Organisation Heart Enterprises gezogen. Diese scheint vom süchtig machenden Schokoriegel Smax über die Wasserabfüllautomaten bis hin zur Ausrüstung der Polizei alles und jeden zu kontrollieren. Darüber hinaus scheint deren Unternehmensspitze ein spezielles Interesse an einer Übernahme des Blood Drive-Rennens zu hegen.

## Episoden
Jede Episode sieht sich als Hommage an ein bestimmtes Subgenre des Exploitationfilms wie zum Beispiel Chopsocky (asiatische Martial-Arts-), Splatter- oder Kannibalenfilme.
| Nr. (ges.) | Nr. (St.) | Deutscher Titel                | Originaltitel                     | Erstausstrahlung USA | Deutschsprachige Erstausstrahlung (D) | Regie          | Drehbuch                          | Zuschauer (USA) |
| ---------- | --------- | ------------------------------ | --------------------------------- | -------------------- | ------------------------------------- | -------------- | --------------------------------- | --------------- |
| 1          | 1         | Auf die Plätze – Fertig – Fuck | The Fucking Cop                   | 14. Juni 2017        | 7. Feb. 2018                          | David Straiton | James Roland                      | 0,834 Mio.      |
| 2          | 2         | Willkommen in Pixie Swallow    | Welcome to Pixie Swallow          | 21. Juni 2017        | 14. Feb. 2018                         | David Straiton | Marc Halsey                       | 0,627 Mio.      |
| 3          | 3         | Dämmerung in Steel City        | Steel City Nightfall              | 28. Juni 2017        | 21. Feb. 2018                         | James Roday    | James Roland                      | 0,444 Mio.      |
| 4          | 4         | Der Wahnsinn von Kane Hill     | In the Crimson Halls of Kane Hill | 5. Juli 2017         | 28. Feb. 2018                         | James Roday    | Nina Fiore & John Herrera         | 0,490 Mio.      |
| 5          | 5         | Die Sex-Pest                   | The Fucking Dead                  | 12. Juli 2017        | 7. März 2018                          | Roel Reiné     | Harrison Weinfeld & Daniel Zucker | 0,454 Mio.      |
| 6          | 6         | Wer bremst, verliert!          | Booby Traps                       | 19. Juli 2017        | 14. März 2018                         | Roel Reiné     | James Roland & Ben Wolf           | 0,436 Mio.      |
| 7          | 7         | Das Gentleman Agreement        | The Gentleman’s Agreement         | 26. Juli 2017        | 21. März 2018                         | Lin Oeding     | James Roland                      | 0,380 Mio.      |
| 8          | 8         | Für eine Handvoll Blut         | A Fistful of Blood                | 2. Aug. 2017         | 28. März 2018                         | Lin Oeding     | James Roland & John Hlavin        | 0,498 Mio.      |
| 9          | 9         | Das Chopsocky Spezial          | The Chopsocky Special             | 9. Aug. 2017         | 4. Apr. 2018                          | Meera Menon    | Nina Fiore & John Herrera         | 0,334 Mio.      |
| 10         | 10        | Die Fata Morgana               | Scar Tissue                       | 16. Aug. 2017        | 11. Apr. 2018                         | Meera Menon    | Alex Ebel                         | 0,343 Mio.      |
| 11         | 11        | Der neue Primo                 | Episode XI                        | 23. Aug. 2017        | 18. Apr. 2018                         | Gregg Simon    | Ben Wolf                          | 0,377 Mio.      |
| 12         | 12        | Die Primo-Tribut-Zeremonie     | Faces of Blood Drive              | 30. Aug. 2017        | 25. Apr. 2018                         | David Straiton | Harrison Weinfeld & Daniel Zucker | 0,364 Mio.      |
| 13         | 13        | Das Finale                     | Finish Line                       | 6. Sep. 2017         | 2. Mai 2018                           | David Straiton | James Roland                      | 0,364 Mio.      |

## Kritik
Blood Drive erhielt gute Kritiken, was sich auch in den Auswertungen US-amerikanischer Aggregatoren widerspiegelt. So erfasst Rotten Tomatoes 76 % positive Besprechungen und ordnet die erste Staffel dementsprechend als „Verbrieft Frisch“ ein. Metacritic ermittelt eine „Grundsätzlich Wohlwollende“ Durchschnittswertung von 65/100 Punkten.
Daniel Fienberg (The Hollywood Reporter) wurde „gut unterhalten“ und war „unerwartet lange gefesselt“.

„Blood Drive ist ein (sic!) explizite Achterbahnfahrt, die bisweilen wunderbar übertrieben und wahnwitzig ist. […] Nach der guten Auftaktfolge bin ich nun gespannt, ob die Serie genug Futter hat, um über mehrere Episoden zu funktionieren oder ob es hier auch ein schlanker, 90-minütigen Film getan hätte. Blood Drive erfindet das Rad definitiv nicht neu, stellt aber einen launigen Genreableger dar, mit dem man sich anfreunden kann.“